# Лайм-Лейк (Нью-Йорк)
Лайм-Лейк (англ. Lime Lake) — переписна місцевість (CDP) в США, в окрузі Каттарогус штату Нью-Йорк. Населення — 836 осіб (2020).

## Географія
Лайм-Лейк розташований за координатами 42°25′59″ пн. ш. 78°29′5″ зх. д. / 42.43306° пн. ш. 78.48472° зх. д. (42.433004, -78.484671).  За даними Бюро перепису населення США в 2010 році переписна місцевість мала площу 6,85 км², з яких 6,16 км² — суходіл та 0,69 км² — водойми.

## Демографія
Згідно з переписом 2010 року, у переписній місцевості мешкало 867 осіб у 317 домогосподарствах у складі 195 родин. Густота населення становила 127 осіб/км².  Було 604 помешкання (88/км²).
Расовий склад населення:
| - 98,4 % — білих - 0,2 % — корінних американців - 0,1 % — чорних або афроамериканців - 0,1 % — азіатів |

До двох чи більше рас належало 0,6 %. Частка іспаномовних становила 1,5 % від усіх жителів.
За віковим діапазоном населення розподілялося таким чином: 20,9 % — особи молодші 18 років, 53,5 % — особи у віці 18—64 років, 25,6 % — особи у віці 65 років та старші. Медіана віку мешканця становила 46,4 року. На 100 осіб жіночої статі у переписній місцевості припадало 91,8 чоловіків;  на 100 жінок у віці від 18 років та старших — 82,9 чоловіків також старших 18 років.
Середній дохід на одне домашнє господарство  становив 51 875 доларів США (медіана — 44 500), а середній дохід на одну сім'ю — 56 517 доларів (медіана — 44 250). За межею бідності перебувало 16,8 % осіб, у тому числі 23,0 % дітей у віці до 18 років та 17,9 % осіб у віці 65 років та старших.
Цивільне працевлаштоване населення становило 209 осіб. Основні галузі зайнятості: освіта, охорона здоров'я та соціальна допомога — 33,5 %, фінанси, страхування та нерухомість — 15,3 %, виробництво — 14,8 %.